# Nomineringar till Nordiska rådets litteraturpris från det samiska språkområdet

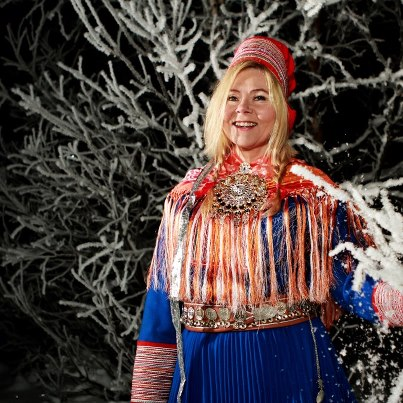
Sollaug Sárgon.

Nomineringar till Nordiska rådets litteraturpris från det samiska språkområdet görs sedan 1985 av Sámi Girjecálliid Searvi, den samiska författarföreningen. 
Nordiska rådet har sedan 1962 årligen delat ut Nordiska rådets litteraturpris för ett litterärt verk skrivet på ett av de nordiska språken. Från starten 1962 nominerades årligen två  böcker från vart och ett av länderna Danmark, Finland, Island, Norge och Sverige. Från 1985 kan också nomineras en bok varje år från Färöarna, Grönland och det samiska språkområdet. 

## Nomineringar till Nordiska rådets litteraturpris från det samiska språkområdet
| 1985 | – Hans Aslak Guttorm för Golgadeamen ("Flodfiske")                                                   |
| 1986 | – |
| 1987 | – Rauni Magga Lukkari för Losses beaivegirji ("Mörk dagbok")                                         |
| 1988 | – Nils-Aslak Valkeapää för Ruoktu váimmus ("Viddena inom mig")                                       |
| 1989 | – |
| 1990 | – Nils-Aslak Valkeapää för Beaivi, áhcázan (Solen, min far)                                          |
| 1991 | – Nils-Aslak Valkeapää för Beaivi, áhcázan ("Solen, min far"), som blev årets vinnare                |
| 1992 | – |
| 1993 | – Synnøve Persen för Biekkakeahtes bálggis ("Vindlös stig")                                          |
| 1994 | – |
| 1995 | – |
| 1996 | – |
| 1997 | – |
| 1998 | – Ristin Sokki för Bonán bonán soga suonaid ("Jag tvinner, tvinner släktens sener")                  |
| 1999 | – |
| 2000 | – |
| 2001 | – Rose-Marie Huuva för Galbma rádná ("Kall kamrat")                                                  |
| 2002 | – Kirsti Paltto för Suoláduvvon ("Det förlorade")                                                    |
| 2003 | – |
| 2004 | – Inger-Mari Aikio-Arianaick för diktsamlingen Máilmmis dása ("Från världen och hit")                |
| 2005 | – |
| 2006 | – Jovnna-Ánde Vest för romanen Arbbolaccat 3 ("Arvingarna 3")                                        |
| 2007 | – Sigbjørn Skåden för diktsamlingen kuovvadeddjiid gonagas ("Skomakarnas kung")                      |
| 2008 | – Synnøve Persen för diktsamlingen Meahci šuvas bohciidit ságat ("Av skogens sus spirar något nytt") |
| 2009 | – |
| 2010 | – |
| 2011 | – Kerttu Vuolab, för romanen Bárbmoáirras ("Paradisets stjärna")                                     |
| 2012 | – Rawdna Carita Eira för diktsamlingen ruohta muzetbeallji ruohta ("Löp Svartöra, löp!")             |
| 2013 | – Sollaug Sárgon för Savvon bálgáid louttastit                                                       |
| 2014 | – |
| 2015 | – Niillas Holmberg för diktsamlingen Amas amas amasmuvvat                                            |
| 2016 | – Sara Margrethe Oskal för diktsamlingen Outtröttliga ord (Savkkuhan sávrri sániid)                  |
| 2020 | – Niillas Holmberg för diktsamlingen Juolgevuođđu                                                    |
| 2021 | – Inga Ravna Eira för diktsamlingen Gáhttára Iđit                                                    |
| 2022 | – Mary Ailonieida Sombán Mari för diktsamlingen Beaivváš mánát                                       |